# Pachycnema multiguttata
Pachycnema multiguttata är en skalbaggsart som beskrevs av Carl Peter Thunberg 1818. Pachycnema multiguttata ingår i släktet Pachycnema och familjen Melolonthidae. Inga underarter finns listade i Catalogue of Life.